# Gadkie lebedi
Gadkie lebedi (Гадкие лебеди) è un film del 2006 diretto da Konstantin Sergeevič Lopušanskij.

## Trama
Il film si svolge in una città fantasma con un collegio per bambini dotati, i cui insegnanti sono strane creature. Il clima in città sta cambiando e vari servizi speciali stanno studiando questo fenomeno. Anche lo scrittore Viktor Banev deve indagare su questo, perché sua figlia è in un collegio.